# 챌린저!!/스마일
〈챌린저!!/스마일〉(일본어: チャレンジャー！！／スマイル 차렌자!!/스마이루[*])는 마츠모토 리카와 에자키 토시코의 싱글이다.

## 내용
- 〈챌린저!!〉는 TV 도쿄계 《포켓몬스터 AG》의 오프닝 테마로, 〈스마일〉은 엔딩 테마이다. 〈포켓몬 말할 수 있을까나?2004〉는 〈하나지방 포켓몬 외워볼까〉라는 제목으로 《포켓몬스터 AG》 한국어 음반에 한국어 버전이 수록되어있다.

## 수록곡
1. 챌린저!!(チャレンジャー！！)
  - 노래: 마츠모토 리카
  - 작사: 쿄 에이코, 작곡: 타나카 히로카즈
2. 스마일(スマイル)
  - 노래 · 작사 · 작곡: 에자키 토시코

《포켓몬스터 AG》의 제147화 “마나네 등장! 휴식의 별장!”( 일본어: マネネ登場！休息の館！, 한국명: 흉내내의 등장!)에서 실제로 사용됐다.
3. 포켓몬 말할 수 있을까나?2004(ポケモン言えるかな?2004)
  - 노래: KABA.짱 with 유쾌한  친구들×3
  - 작사: 토다 아키히토, 작곡: 타나카 히로카즈
4. 포켓 프리 게임의 노래(ポケフリゲームのうた)
  - 작사 · 작곡: 타나카 히로카즈
5. 챌린저!! (오리지널 카라오케)
6. 스마일 (오리지널 카라오케)
7. 포켓몬 말할 수 있을까나?2004 (오리지널 카라오케)

| TV 애니메이션 《포켓몬스터 AG》 오프닝 테마 2004년 4월 1일(70화) ~ 2004년 11월 25일(104화) |                            |                                            |
| 이전 곡: 가든 〈어드밴스 어드벤처 (Advanced Adventure)〉                                   | 마츠모토 리카 〈챌린저!!〉 | 다음 곡: 〈포켓몬 심포닉 메들리〉          |
| TV 애니메이션 《포켓몬스터 AG》 엔딩 테마 2003년 11월 20일(52화) ~ 2004년 6월 24일(82화)   |                            |                                            |
| 이전 곡: 에자키 토시코 〈그 곳에 하늘이 있으니까〉                                         | 에자키 토시코 〈스마일〉   | 다음 곡: 타무라 나오미 〈가득한 서머!!〉   |
| TV 애니메이션 《포켓몬스터 AG》 엔딩 테마 2004년 9월 2일(92화) ~ 2004년 10월 14일(98화)    |                            |                                            |
| 이전 곡: 타무라 나오미 〈가득한 서머!!〉                                                   | 에자키 토시코 〈스마일〉   | 다음 곡: 가든 〈GLORY DAY (빛나는 그 날)〉 |